# Taça Roraima 2023
La Taça Roraima de 2023, correspondió a la segunda ronda del Campeonato Roraimense 2023, y contó con la participación de 9 equipos. Se disputó del 15 de abril al 24 de mayo de 2023.
Como también salió campeón de la Taça Boa Vista 2023, São Raimundo campeón de Taça Roraima garantizó el título del Campeonato Roraimense 2023 automaticatimente.

## Sistema de disputa
Los nueve equipos se dividieron en 2 grupos, el grupo A formado por 5 equipos, y el grupo B por 4. Los equipos de un grupo jugaron contra los equipos del otro grupo. Los dos mejores equipos de cada grupo clasificaron a las semifinales.

## Primera fase

### Grupo A
| Pos. | Equipo           | Pts. | PJ | G | E | P | GF | GC | Dif. | Clasificación 2023            |
| ---- | ---------------- | ---- | -- | - | - | - | -- | -- | ---- | ----------------------------- |
| 1    | GAS              | 7    | 4  | 2 | 1 | 1 | 6  | 3  | +3   | Clasificado a las semifinales |
| 2    | Atlético Roraima | 7    | 4  | 2 | 1 | 1 | 4  | 4  | 0    | Clasificado a las semifinales |
| 3    | Náutico          | 7    | 4  | 2 | 1 | 1 | 14 | 12 | +2   |                               |
| 4    | Rio Negro        | 4    | 4  | 1 | 1 | 2 | 6  | 12 | −6   |                               |
| 5    | Baré             | 3    | 4  | 1 | 0 | 3 | 4  | 9  | −5   |                               |

Actualizado a los partidos jugados el 14 de mayo de 2023.
 Fuente: Globo Esporte

### Grupo B
| Pos. | Equipo       | Pts. | PJ | G | E | P | GF | GC | Dif. | Clasificación 2023            |
| ---- | ------------ | ---- | -- | - | - | - | -- | -- | ---- | ----------------------------- |
| 1    | São Raimundo | 13   | 5  | 4 | 1 | 0 | 13 | 0  | +13  | Clasificado a las semifinales |
| 2    | Real         | 11   | 5  | 3 | 2 | 0 | 14 | 5  | +9   | Clasificado a las semifinales |
| 3    | River        | 3    | 5  | 1 | 0 | 4 | 5  | 13 | −8   |                               |
| 4    | Progresso    | 1    | 5  | 0 | 1 | 4 | 8  | 16 | −8   |                               |

Actualizado a los partidos jugados el 14 de mayo de 2023.
 Fuente: Globo Esporte

## Fixture
- La hora de cada encuentro corresponde al huso horario correspondiente al Estado de Roraima (UTC-4).

| Fecha       | Hora  | Partido          | Partido | Partido          |
| ----------- | ----- | ---------------- | ------- | ---------------- |
| 15 de abril | 16:00 | Baré             | 1-0     | Progresso        |
| 18 de abril | 18:30 | Rio Negro        | 0-4     | Real             |
| 18 de abril | 20:30 | São Raimundo     | 4-0     | Náutico          |
| 22 de abril | 16:00 | GAS              | 2-0     | Ríver            |
| 22 de abril | 18:00 | Baré             | 0-3     | São Raimundo     |
| 25 de abril | 18:30 | São Raimundo     | 3-0     | Rio Negro        |
| 25 de abril | 20:30 | Real             | 3-0     | Atlético Roraima |
| 28 de abril | 16:00 | Atlético Roraima | 0-0     | São Raimundo     |
| 29 de abril | 15:00 | Náutico          | 5-3     | Progresso        |
| 29 de abril | 17:00 | Real             | 0-0     | GAS              |
| 2 de mayo   | 18:30 | River            | 3-2     | Baré             |
| 2 de mayo   | 20:30 | Progresso        | 1-2     | Atlético Roraima |
| 3 de mayo   | 16:30 | São Raimundo     | 3-0     | GAS              |
| 6 de mayo   | 16:00 | Náutico          | 4-4     | Real             |
| 6 de mayo   | 18:00 | Rio Negro        | 2-1     | River            |
| 9 de mayo   | 15:00 | Real             | 3-1     | Baré             |
| 9 de mayo   | 17:00 | Atlético Roraima | 2-0     | River            |
| 10 de mayo  | 16:00 | GAS              | 4-0     | Progresso        |
| 13 de mayo  | 19:30 | Progresso        | 4-4     | Rio Negro        |
| 14 de mayo  | 16:00 | River            | 1-5     | Náutico          |

## Fase final

### Semifinales
| Fecha      | Hora  | Partido      | Partido        | Partido          |
| ---------- | ----- | ------------ | -------------- | ---------------- |
| 17 de mayo | 18:30 | GAS          | 2-2 (pen. 1-4) | Real             |
| 17 de mayo | 20:30 | São Raimundo | 4-2            | Atlético Roraima |

### Final
| Fecha      | Hora  | Partido | Partido        | Partido      |
| ---------- | ----- | ------- | -------------- | ------------ |
| 24 de mayo | 19:30 | Real    | 2-2 (pen. 2-4) | São Raimundo |

## Campeón
| Taça Roraima 2023                |
| -------------------------------- |
| São Raimundo Campeón (?º título) |

## Goleadores
- Actualizado el 24 de mayo de 2023.

| Jugador          | Club         | Goles |
| ---------------- | ------------ | ----- |
| Blaise Tsague    | Real         | 7     |
| Rafael Barros    | São Raimundo | 4     |
| Kanté            | São Raimundo | 4     |
| Matheus Henrique | GAS          | 4     |
| Kiki             | Náutico      | 4     |
| Guilherme Capota | Náutico      | 4     |